# Sahaidatschnyj-Denkmal (Kiew)
Koordinaten: 50° 27′ 47″ N, 30° 31′ 7″ O

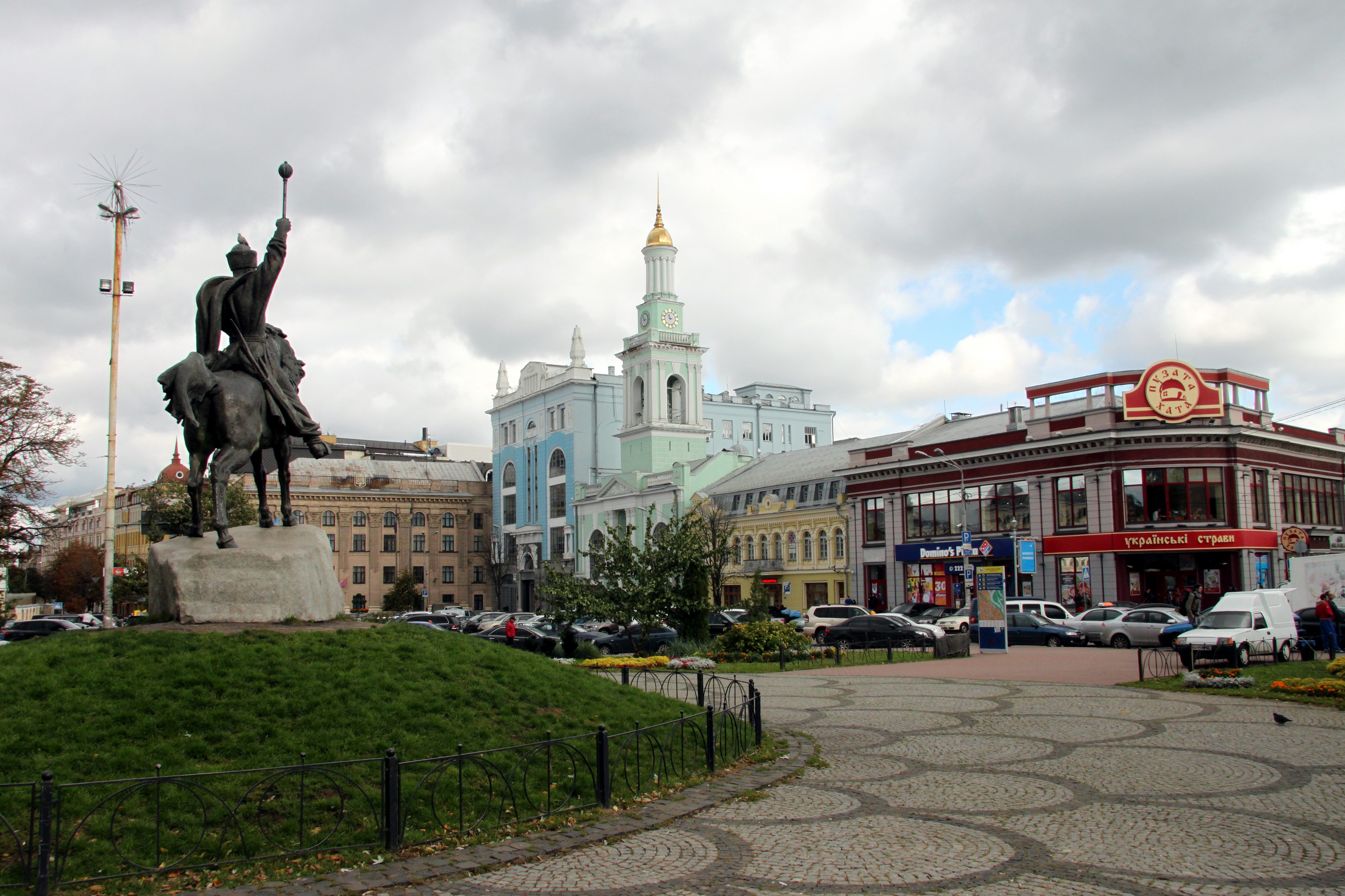
Sahaidatschnyj-Denkmal (2013)

Der Sahaidatschnyj-Denkmal (ukrainisch Пам'ятник Петру Сагайдачному) ist ein im Jahr 2001 erbautes Denkmal auf dem Kontraktowa-Platz, dem zentralen Platz des Stadtteils Podil in der ukrainischen Hauptstadt Kiew.
Das Bronzeskulptur wurde zu Ehren des Ataman der Saporoger Kosaken Petro Sahaidatschnyj am 19. Mai 2001 eingeweiht. Das durch Spendengelder finanzierte Reiterstandbild ist 5,5 Meter hoch, wovon 1,5 Meter auf den grauen Granitsockel entfallen, und stellt den Hetman reitend und eine Keule schwingend dar.
Die Entwürfe und die Ausführungen stammen aus der Werkstatt der Bildhauer Schwezow, Sydoruk und Krylow.